# بارديناس
بلدية بارديناس (بالإسبانية: Pardinas) هي بلدية تقع في مقاطعة جرندة التابعة لمنطقة كتالونيا شمال شرق إسبانيا.

## الديموغرافيا
بلغ عدد سكان بلدية بارديناس 159 نسمة عام 2011 (وفقاً للمعهد الوطني الإسباني للإحصاء).
| 139 | 139 | 146 | 162 | 164 | 159 | 159 |